# Casa de las Pavas
La Casa de las Pavas es un edificio construido en el siglo XVI ubicado en la judería de la ciudad de Córdoba, Andalucía, España, actualmente dividido entre el Instituto de Estudios Sociales Avanzados y el hotel Casas de la Judería. Su denominación proviene de los pavos reales que se utilizaron como escudo de la familia en las portadas de la vivienda.

## Historia

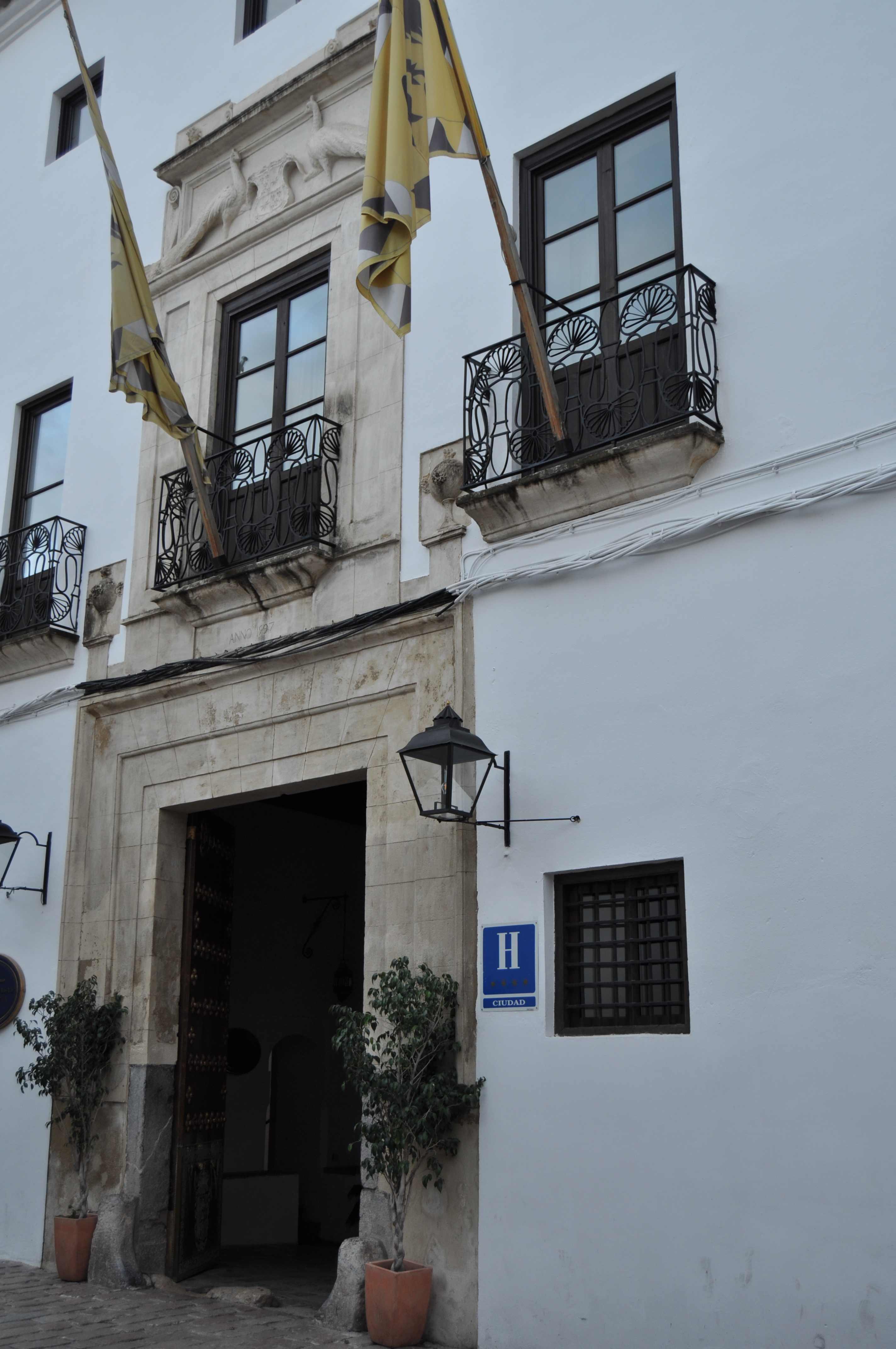
Fachada del hotel Casas de la Judería donde también pueden apreciarse los pavos reales.

Probablemente el tipo de construcción actual data del siglo XIV, cuando Enrique II de Castilla cede grandes terrenos para repoblar la ciudad tras la primera guerra civil castellana (1351-1369). Más tarde, algunas políticas municipales favorecieron la adquisición de esquinas y callejas por parte del clero y el canónigo Juan Sigler de Espinosa se convirtió en el propietario del palacio. Se desconoce gran parte de la vida de este personaje, paje del obispo Leopoldo de Austria, que parece que comenzó a adquirir títulos al ocultar un romance del obispo, como el de canónigo, chantre a partir de 1552, e incluso tutor de hijo del obispo Maximiliano de Austria. En 1597 utilizó su fortuna para realizar una gran reforma de estilo renacentista en el edificio, construyendo la fachada principal, el patio de crucero y el patio renacentista. El emblema familiar fueron dos pavos reales, por lo que la casa comenzó a conocerse como casa de las Pavas e incluso la calle de las Pavas. En la Mezquita-catedral de Córdoba construyó la capilla de San Juan Bautista donde también aparecen estos animales.
Posteriormente el marqués de Valderas se convirtió en el propietario del palacio, quien lo vendió en 1920 a la comunidad religiosa de las Siervas de María Ministras de los Enfermos, quienes rebautizaron la casa como Salus Infirmorum, tal y como se puede apreciar aún en una inscripción de la fachada, dedicada a hospital y asilo para los enfermos.
Las religiosas abandonaron el edificio a finales de la década de 1980 y en 1992 la mitad del palacio se convirtió en la sede del recién creado Instituto de Estudios Sociales Avanzados, integrado en el CSIC, uso que mantiene en la actualidad, mientras que la otra mitad del edificio se convirtió en el hotel Casas de la Judería, inaugurado en 2010.

## Luis de Góngora
A pesar de que se ha declarado en varias ocasiones que el poeta cordobés Luis de Góngora nació en esta casa solariega en 1561, no existen evidencias y ni siquiera la actual vivienda se encontraba construida, por lo que se tuvo que eliminar una placa que declaraba este hecho en la fachada del hotel. Lo que sí se ha descubierto es que residió muy cerca, en el edificio esquina entre la calle Tomás Conde y la calle Judería, gracias a un censo de la Inquisición española de 1606-1607.

## Rodajes
En 1972 apareció en la película La casa de las palomas dirigida por Claudio Guerín.